# Словарь польского языка (Линде)
Словарь польского языка (пол. Słownik języka polskiego) — словарь польского языка авторства Самуила Богумила Линде в 6 томах, вышедший в Варшаве в 1807—1814 годах. Первый толковый словарь польского языка. Содержит 60 тысяч статей, в том числе около 2000 имён собственных. Самый большой и самый дорогой издательский проект в Варшавском герцогстве. В 1854—1860 годах словарь было обновлён и расширен Августом Белёвским.

## История
Идея написания нормативного словаря возникла в Обществе друзей наук. Члены общества пригласили Самуила Богумила Линде, кандидатуру которого приняли во внимание из-за его компетентности и доступа к источникам. Линде был признанным славистом и переводчиком, с 1794 года он в течение десяти лет работал в библиотеке Иосифа Максимилиана Оссолинского в Вене, приводя в порядок и расширяя его книжную коллекцию. На основе богатой коллекции библиотеки Оссолинского он собрал множество материалов для запланированного выпуска словаря польского языка.
Изначально планировалось только 4 тома, но в конечном счете словарь был выпущен в 6 томах. Поскольку Линде не владел литературным польским языком в полной степени, определённые сведения нормативного характера были отданы в ведение корректоров. Линде также был издателем словаря, он сам занимался получением средств от своего покровителя графа Максимилиана Иосифа Оссолинского и спонсоров (в частности, от князя Адама Чарторыйского и царя Александра I). Печать началась в 1806 году и изначально проходила на варшавской квартире Линде. В следующем 1807 году вышел первый том, а последний том был опубликован в 1814. Тираж составил всего 1200 экземпляров. Полный комплект томов имел высокую цену; через десять лет после окончания работы над словарем осталось 100 нераспроданных комплектов.
Вскоре из-за низкого тиража издания словарь стал очень редким и ценным. В 1854—1861 годы появилось второе издание словаря, опубликованное Национальной библиотекой им. Оссолинского во Львове под редактурой Августа Белёвского, который на основании заметок Линде проделал многочисленные дополнения и изменения. Кроме того, изменилось написание, которое стало основано на орфографии, разработанной в 1830 году Обществом друзей наук.
Также издавались репринты словаря, в частности, после Второй мировой войны его перепечатывали в 1951 и в 1994—1995 годах.

## Содержание словаря
Словарь содержит 60 000 статей. Впервые в польской литературе инфинитив используется как основная форма глагола. Наряду с главной статьей указаны иноязычные эквиваленты слов: немецкие, других славянских языков, латинские и греческие, в общей сложности 250 тысяч. эквивалентов. Значения слов иллюстрируются цитатами авторов от XVI до начала XIX века. Всего в словаре около 200 тысяч цитат из примерно 850 текстов 400 авторов. Статьи также снабжены комментариями, касающимися истории и этимологии.

## Методика
Словарь организован по алфавитно-гнездовому принципу, однако вложенными были только слова, начинающиеся с той же буквы; глаголы с приставками приводятся отдельно. Значения слов были разделены и пронумерованы, однако не всегда последовательно; Линде ограничивал значения. В отдельных разделах статьи приведены переносные значения и фразеологизмы. Так как словарь в этом качестве был пионерским, в определении слов нет последовательности. Определения часто заменяются цитатой, отредактированной под определение — цитата должна быть доказательством существования лексической единицы. В описании, особенно, животных и растений, над научными знаниями преобладают комментарии о внешнем виде. Так словарь определяет медведя:
niedźwiedź zwierz dla składu ciała i długości włosów niekształtny, stopy ma podobne do ludzkich, u nas są czarne lub czerwonawe, mniejsze, bartnikami zwane, i małe, u których końce włosów połyskują się jak srebrne.

## Признание
Произведение было высоко оценено современниками. В 1816 году за окончание работы над словарем Линде получил в награду от наместника Царства Польского генерала Юзефа Зайончека золотую медалью с надписью: «За Словарь польского языка — Земляки. 1816».
7 декабря 1826 года тогдашний правитель Царства Польского царь Николай I пожаловал Линде за словарь дворянство и собственный герб «Словник». На гербовом щите изображен словаря польского языка с подписью на русском языке «СЛОВО». Герб является вариантом более раннего герба, принадлежащего роду Линде, под названием Линда. Как присвоенный за личные заслуги герб «Словник» мог принадлежать только роду гербовых потомков Линде.

## Значение
Словарь Самуиала Линде признается лингвистами за веху польской лексикографии. Август Белёвский отозвался о нём, как о сенсации европейского масштаба: «Он дал картину нашего языка в таких огромных размерах, примеров каким тогда не только у нас, но и где-либо ещё не было».
Столь же высоко его оценил польский славист Александр Брюкнер, кроме того, оценивая вклад Линде на поле славистики: «Jeżeli już tym samym wyprzedzał wszystkie prace współczesne na polu słownikarskim, to zjednał sobie nową zasługę porównywaniem słownictwa całej Słowiańszczyzny, wszystkich jej narzeczy: nie tylko jest słownikiem polskim, lecz wszechsłowiańskim i dlatego cenili go tak wysoko slawiści współcześni, Dobrowolski i Kopitar, Wostokow i Jungmann».
Зенон Klemensiewicz отметил, что в момент издания он не имел аналогов в других славянских языках, а также Линде существенно опережает европейских лексикографов. Словарь Линде появился перед совпадающими в плане содержания немецким словарем «Deutsches Wörterbuch» Якоба Гримма, опубликованного впервые в 1858 году, и чешско-немецким словарем (Slovník česko-německý) Йозефа Юнгмана, изданном в 1834—1839 годы.
Словарь Линде также считается инновационным в области лексикографии и используется как модель одноязычного словаря научного характера.

## Критика
Одним из обвинений, предъявляемых Линде, в частности Витольдом Дорошевским, было редактирование оригинальных цитат.
Словарь ввел несколько тысяч слов, не существующих в польском языке и созданных искусственно на основе славянских языков; такие слова помечены звездочкой, но таким же образом были отмечены устаревшие и редкие лексические единицы. Этот недостаток был одновременно признан преимуществом и инновацией другими рецензентами, славистами, в частности, Александром Брюкнером. Также в словарь не были включены некоторые заимствования.
Недостатком считается то, что работа основана на неполном материале 1550—1800 годов, полностью игнорируя источники до XVI века. Кроме того, были приняты во внимание только печатные источники, совершенно не учитывая рукописную литературу. Имеются многочисленные этимологические ошибки характерные для уровня знаний науки XIX века.

## Издания
Многократно переиздавался в Польше:
- Słownik języka polskiego, Samuel Linde, 6. tomów, druk własny i Drukarnia Xsięży Pijarów, Warszawa, (1807—1814),
- Słownik języka polskiego, Samuel Linde, 6. tomów, w edycji Augusta Bielowskiego, Lwów, (1854—1860),
- Słownik języka polskiego, Samuel Linde, 6. tomów, reprint, Państwowy Instytut Wydawniczy, Warszawa, (1951),
- Słownik języka polskiego, Samuel Linde, 6. tomów, reprint, Wydawn. «Gutenberg-Print», Warszawa, (1994—1995), ISBN 8386381507.

Несколько раз оцифрован в Польше и за границей.